# Robert Levasseur
Pour les articles homonymes, voir Levasseur.
Pas d'image ? Cliquez ici

a Compétitions nationales et continentales officielles uniquement.

b Matchs officiels uniquement.
Robert Charles Louis Levasseur, né le 27 janvier 1898 à Paris 16e et mort le 25 mai 1974 à Biarritz, est un joueur international français de rugby à XV évoluant au poste de deuxième ligne. 

## Biographie
Robert Levasseur effectue sa carrière dans des clubs de la capitale française : le SS Primevères, le CASG Paris, l'Olympique, le Stade français ainsi que l'AS Bourse. Il participe aux Jeux olympiques d'été de 1920 qui se déroulent à Anvers, remportant la médaille d'argent. Il honore sa première cape internationale en équipe de France le 28 février 1925 contre l'équipe du pays de Galles lors du Tournoi des cinq nations 1925. Il obtient ensuite une autre sélection le 13 avril 1925 lors du match contre l'équipe d'Angleterre toujours dans le cadre du tournoi des cinq nations, la France terminant dernier.

## Palmarès
- Vice-champion olympique en 1920